# All I Want Is You
| Recensione | Giudizio |
| ---------- | -------- |
| AllMusic   | [ 1 ]    |

All I Want Is You è un singolo del gruppo musicale irlandese U2, pubblicato il 13 giugno 1989 come quarto estratto dall'album Rattle and Hum del 1988.

## Descrizione
All I Want Is You è il tema di chiusura del film Rattle and Hum. Bono ha affermato che il brano è una espansione della canzone With or Without You, contenuta nel precedente album The Joshua Tree. La canzone parla di amore, della volontà di stare insieme che non contano i regali e le promesse impossibili ma che è la volontà dei due a tenerli uniti.
Anche nel The Best of 1980-1990 è situata all'ultimo posto nelle tracce e dura quasi 10 minuti perché seguita dalla ghost track October, canzone tratta dall'omonimo album.

## Video musicale
Il videoclip di All I Want Is You è stato diretto da Meiert Avis e girato quartiere romano di Ostia il 18 aprile 1989. Le scene sono state girate sulla spiaggia di Capocotta (la parte relativa al circo) e nel borgo di Ostia Antica (il funerale e l'acquisto dell'anello) a ridosso del Castello di Giulio II. Nel video, dal taglio molto cinematografico, i componenti degli U2 fanno soltanto una breve apparizione, lasciando spazio alla storia di un nano (interpretato da Paolo Risi) innamorato di una trapezista, interpretata da Paola Rinaldi. Verso la fine del video si vede il nano salire sul trapezio e dopo un funerale, che lascia immaginare che sia stato egli stesso a morire, ma invece il nano viene inquadrato mentre getta sulla bara l'anello acquistato per l'amata,  morta durante una esibizione .
Il video è inoltre un omaggio a Federico Fellini, che proprio in quel periodo stava dirigendo il suo ultimo film La voce della Luna poco distante dal set in cui giravano gli U2, e al film del 1932 di Tod Browning, Freaks.

## Tracce
CD
Testi di Bono, musiche di U2.
1. All I Want Is You (Single Edit) – 4:14
2. Unchained Melody – 4:52
3. Everlasting Love – 3:20
4. All I Want Is You – 6:30

Durata totale: 18:56
MC, 7", 12"
Testi di Bono, musiche di U2.
1. All I Want Is You (Single Edit) – 4:14
2. Unchained Melody – 4:52
3. Everlasting Love – 3:20

Durata totale: 12:26

## Classifiche
| Classifica (1989)             | Posizione massima |
| ----------------------------- | ----------------- |
| Australia                     | 2                 |
| Regno Unito                   | 4                 |
| Stati Uniti                   | 83                |
| Stati Uniti (mainstream rock) | 13                |

## Crediti

### Gruppo
- Bono – voce, chitarra
- The Edge – chitarra
- Adam Clayton – basso
- Larry Mullen – batteria

### Turinisti
- Benmont Tench – tastiere

## Cover (parziale)
Il brano ha stimolato la produzione di almeno una quarantina di cover.
- Goo Goo Dolls[Quando, dove, come?]
- Jars of Clay[Quando, dove, come?]
- Mark Sholtez[Quando, dove, come?]
- The Mission[Quando, dove, come?]
- Bellefire[Quando, dove, come?]
- La Royal Philharmonic Orchestra ne ha realizzata una versione nel loro album del 1999 Pride: The Royal Philharmonic Orchestra Plays U2